# Metrodora (cràter)
Metrodora és un cràter amb coordenades planetocèntriques de -56.73 ° de latitud nord i -62.12 ° de longitud est, sobre la superfície de l'asteroide del cinturó principal (4) Vesta. Fa 23.99 km de diàmetre. El nom adoptat com a oficial per la UAI el cinc de febrer de 2014. fa referència a Claudia Metrodora, dona grega amb ciutadania romana, gran benefactora pública.